# Sauromaquias (Al Natural)
Sauromaquias (Al Natural) est une encre de Chine sur papier de Antonio Saura peinte en 1958. Elle fait partie d'un ensemble d'œuvres graphiques et d'œuvres peintes de 1958 à 1989 ayant pour sujet la tauromachie, et que l'artiste a toutes intitulées Sauromaquia en références à la Tauromaquia de Goya et celle de Picasso.

## Contexte
À partir de 1957 le peintre produit des œuvres d'un expressionnisme violent : Al Natural (1958, huile et encre de Chine sur papier, 61 × 88,5 cm), Taureau-femme, Torero-taureau (1957) pour la plupart des collages . Saura explique en 1983 sa position esthétique : 

« l'image photographique d'une corrida, en privilégiant seulement un instant d'un parcours complexe dans le temps et l'espace, se transforme en parade d'une obscénité différente et assurément suggestive, mais indubitablement éloignée de l'image que le souvenir agrandit ou estompe. »

L'œuvre taurine d'Antonio Saura est à son apogée à partir de 1980 avec les dix lithographies qui illustrent l'essai de  José Bergamín : L'Art de Bilibirloque. Saura adhère pleinement à l'analyse de Bergamín qui récuse  le pittoresque brillant de la lidia  et les paillettes : 

« L'espagnolisme des costumes a corrompu mes courses de taureaux, autant que le théâtre, la littérature, la peinture, l'architecture, la musique, le catholicisme et la politique, toutes choses qu'il a sous-espagnolisées. Mais rien n'est moins typiquement espagnol que le combat du torero dans l'arène lorsqu'il est parfaitement exécuté. »

## Description
L'interprétation du monde des taureaux par Saura est définie par le critique d'art Alexandre Cirici Pelliger comme « un contraste entre la violence et l'abstention, où l'abstention a la pire part . »
Antonio Saura donne une interprétation très anti-traditionnelle des idées de Bergamín qui défendait l'art de Joselito, opposé à celui de Juan Belmonte, tout comme le faisait Hemingway. Il offre une vision déchirée de la lidia qui ne tient compte ni des différences de styles, ni des écoles. Il présente, dans ces dernières Sauromaquias un homme et une bête sans beauté, comme des loques : une vision tragique de la corrida dans la lignée de Francisco de Goya.
En 1989, Saura reprend le thème de la tauromachie avec des peintures acryliques et encres de Chine  superposées aux  photographies de Jean Bescós. Il retrouve ainsi la technique qu'il avait inaugurée en 1957. L'ouvrage comporte trente-quatre textes de Marcel Cohen, qui accompagnent les trente-quatre œuvres graphiques de Saura et quarante six photographies de Jean Bescós.